# Lengenfelder Viadukt

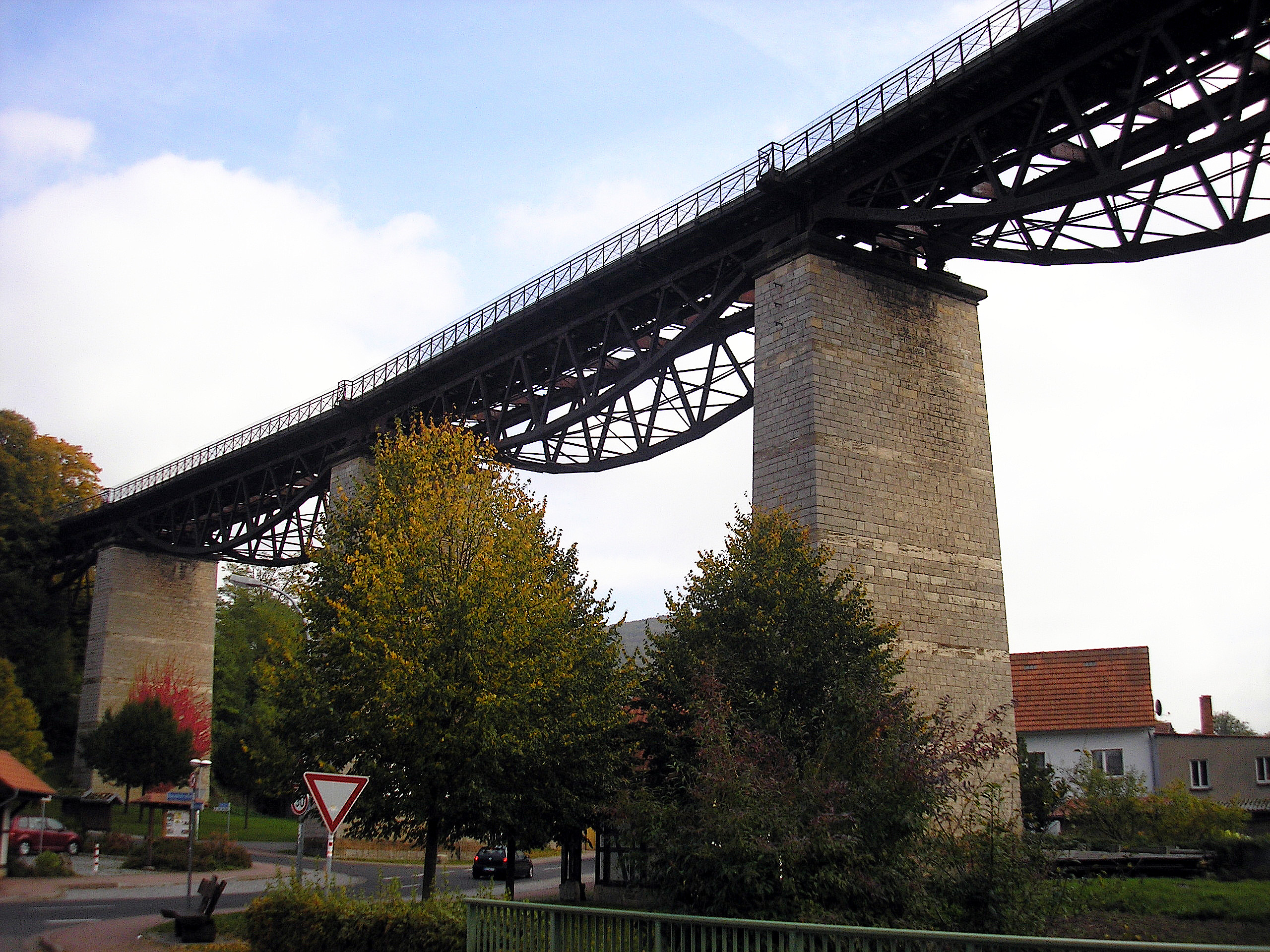
Lengenfelder Viadukt (2010)

Der Lengenfelder Viadukt ist eine Eisenbahnbrücke der ehemaligen Bahnstrecke Leinefelde–Treysa im Zuge der Kanonenbahn von Berlin nach Metz. Sie überspannt den Ort Lengenfeld unterm Stein im Unstrut-Hainich-Kreis in Thüringen und das Tal des Gewässers Frieda. Das Brückenbauwerk steht als Technisches Denkmal unter Denkmalschutz und gilt als Wahrzeichen des Ortes Lengenfeld unterm Stein.

## Konstruktion

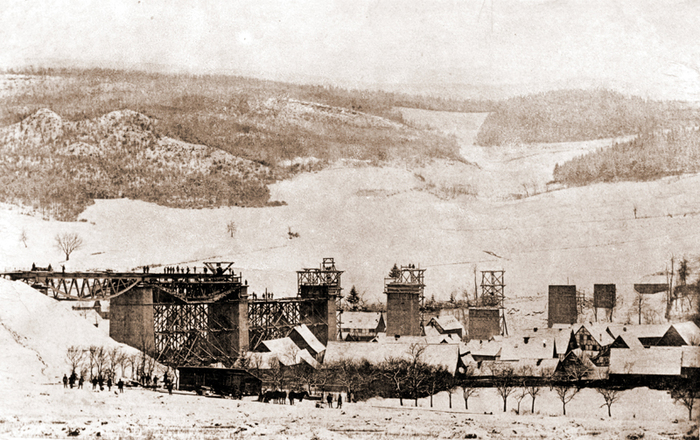
Bau des Viaduktes (um 1877)

Der 375.796 Mark teure Lengenfelder Viadukt wurde von Juni 1877 bis August 1879 als Teil des Streckenabschnittes Silberhausen–Eschwege errichtet, der am 15. Mai 1880 in Betrieb genommen wurde. Elf Wohn- und Wirtschaftsgebäude mussten den sieben aus regionalem Muschelkalkstein erbauten Brückenpfeilern weichen. Eine erste Probefahrt fand am 8. September 1879 statt.
Das Bauwerk hat eine Länge von 244,10 m und eine Höhe von 24 m über Grund und zählte neben dem nicht mehr vorhandenen, ursprünglich weitgehend baugleichen Friedaviadukt zu den herausragenden Brückenbauwerken der Strecke. Die Brücke liegt in einer Kurve von 400 m Radius und weist eine Steigung von 1:110 auf. Die acht Öffnungen zwischen den beiden End-Widerlagern und den sieben Pfeilern wurden mit sechs Fischbauchträgern von je 33,30 m Länge und zwei Kastenträgern von je 17 m Länge überbrückt. Die Brücke war für zwei Gleise ausgelegt, zunächst wurde aber nur eines verlegt. Im Gegensatz zu anderen Brückenbauten für zweigleisig geplante, aber zunächst nur eingleisig ausgeführte Strecken (z. B. auf der Wutachtalbahn) waren hier aber nicht nur die Pfeiler und Widerlager breit genug für ein zweites Gleis gebaut, sondern auch die 1879 montierten Brückenträger hatten bereits die zweigleisige Breite.
Dennoch wurde erst nach über einem Vierteljahrhundert 1906/1907 das zweite Gleis zwischen Leinefelde und Eschwege – und damit auch auf dem Lengenfelder Viadukt – gelegt; der zweigleisige Betrieb wurde am 30. April 1907 aufgenommen. Auf Betreiben der Interalliierten Militär-Kontrollkommission musste das zweite Gleis auf diesem Streckenabschnitt bereits 1919/1920 wieder zurückgebaut werden, um den militärstrategischen Nutzen der Kanonenbahn zu minimieren.

## Geschichte
Eine umfassende Sanierung des Lengenfelder Viaduktes – wie an anderen Bauwerken der Strecke zwischen 1910 und 1935 vorgenommen – fand nie statt. Bereits Anfang der 1940er Jahre musste im Bereich der Brücke wegen Schäden am Brückenbauwerk und konstruktiver Mängel an den Überbauten eine Langsamfahrstelle von max. 10 km/h eingerichtet werden. In den letzten Tagen des Zweiten Weltkrieges im April 1945 verhinderte der Lengenfelder Bürgermeister Franz Müller die Sprengung des Viaduktes durch zurückweichende Einheiten der Wehrmacht, die bereits am 3. April 1945 den benachbarten Friedaviadukt gesprengt hatten. Von 1945 bis 1965 wurde eine Brückenwache des Bahnunterhaltungsdienstes der Deutschen Reichsbahn am Viadukt stationiert, die das Bauwerk mehrmals täglich beging und auf Schäden untersuchte.
Eine Brückenprüfung im August 1984 befristete wegen baulicher Mängel die Betriebserlaubnis für das Bauwerk bis zum 31. Dezember 1992. Aus diesem Grund wurde der Bahnverkehr zwischen Silberhausen und Geismar zum 31. Dezember 1992 eingestellt, von Geismar weiter in Richtung Eschwege war die Trasse wegen der Zonen- und Innerdeutschen Grenze bereits seit 1945 unterbrochen. Eine Sanierung des Bauwerkes war mit Sanierungskosten zwischen 15 und 20 Millionen DM nicht wirtschaftlich. Nach der Einstellung des Bahnbetriebes sollten der Viadukt und die Gleisanlagen zunächst demontiert werden. Die Ausweisung des Bauwerkes als Technisches Denkmal verhinderte dies jedoch. Auf der Strecke betreibt der Eichsfelder Kanonenbahnverein seit dem 15. Mai 2006 eine Draisinenstrecke. Zwischen 2006 und 2012 wurde die Draisinenstrecke von 170.000 Gästen genutzt.